# نورث أوبرن (كاليفورنيا)
نورث أوبرن (بالإنجليزية: North Auburn CDP, California)‏ هي منطقة سكنية تقع بولاية كاليفورنيا في الولايات المتحدة. تبلغ مساحتها 20.205 كم2، وترتفع عن سطح البحر 448 م، بلغ عدد سكانها 13,022 نسمة في عام 2010 حسب إحصاء مكتب تعداد الولايات المتحدة وتصل الكثافة السكانية فيها 644.5 نسمة لكل كيلومتر مربع (1,669.2/ميل2).

## التركيبة السكانية
حدّد مكتب تعداد الولايات المتحدة بيانات التركيبة السكانية لنورث أوبرن في تعداد الولايات المتحدة. في ما يلي، التركيبة السكانية حسب تعدادي 2000 و2010.

### تعداد عام 2000
بلغ عدد سكان نورث أوبرن 11,847 نسمة بحسب تعداد عام 2000، وبلغ عدد الأسر 4,817 أسرة وعدد العائلات 2,989 عائلة مقيمة في المنطقة السكنية. في حين سجلت الكثافة السكانية 586.3 نسمة لكل كيلومتر مربع (1,518.5/ميل2). وبلغ عدد الوحدات السكنية 4,982 وحدة بمتوسط كثافة قدره 246.6 لكل كيلومتر مربع (638.7/ميل2).
وتوزع التركيب العرقي للمنطقة السكنية بنسبة 89.74% من البيض و0.71% من الأمريكيين الأفارقة و1.17% من الأمريكيين الأصليين و1.79% من الأمريكيين ذوي الأصول الآسيوية و0.09% من سكان جزر المحيط الهادئ و3.73% من الأعراق الأخرى و2.76% من عرقين مختلطين أو أكثر و9.21% من الهسبانيون أو اللاتينيون من أي عرق.
بلغ عدد الأسر 4,817 أسرة كانت نسبة 30.1% منها لديها أطفال تحت سن الثامنة عشر تعيش معهم، وبلغت نسبة الأزواج القاطنين مع بعضهم البعض 45.3% من أصل المجموع الكلي للأسر، ونسبة 12.7% من الأسر كان لديها معيلات من الإناث دون وجود شريك، بينما كانت نسبة 4.1% من الأسر لديها معيلون من الذكور دون وجود شريكة وكانت نسبة 37.9% من غير العائلات. تألفت نسبة 31.7% من أصل جميع الأسر من عدة أفراد يعيشون في نفس المنزل ونسبة 17.9% كانت تتألف من شخص يعيش بمفرده يبلغ من العمر 65 عاماً أو أكثر. وبلغ متوسط حجم الأسرة المعيشية 2.32، أما متوسط حجم العائلات فبلغ 2.90.
بلغ العمر الوسطي للسكان 41.0 عاماً. وكانت نسبة 22.2% من القاطنين تحت سن الثامنة عشر، وكانت نسبة 6.9% بين الثامنة عشر والرابعة والعشرين عاماً، ونسبة 23.8% كانت واقعةً في الفئة العمرية ما بين الخامسة والعشرين والرابعة والأربعين عاماً، ونسبة 21.8% كانت ما بين الخامسة والأربعين والرابعة والستين، ونسبة 19.8% كانت ضمن فئة الخامسة والستين عاماً فما فوق. يوجد لكل 100 أنثى 87.2 ذكر، ويوجد لكل 100 أنثى في الثامنة عشر من عمرها فما فوق 82.8 ذكر.
بلغ متوسط دخل الأسرة في المنطقة السكنية 37,493 دولارًا، أما متوسط دخل العائلة فبلغ 46,418 دولارًا. وكان متوسط دخل الذكور 37,673 دولارًا مقابل 26,789 دولارًا للإناث. وسجل دخل الفرد الخاص بالمنطقة السكنية 22,091 دولارًا. وكانت نسبة 7% من العائلات ونسبة 9.4% من السكان تحت خط الفقر، وكان من هؤلاء نسبة 15.1% تحت سن الثامنة عشر ونسبة 3% في الخامسة والستين من العمر وما فوق.

### تعداد عام 2010
بلغ عدد سكان نورث أوبرن 13,022 نسمة بحسب تعداد عام 2010، وبلغ عدد الأسر 5,080 أسرة وعدد العائلات 3,090 عائلة مقيمة في المنطقة السكنية. في حين سجلت الكثافة السكانية 644.5 نسمة لكل كيلومتر مربع (1,669.2/ميل2). وبلغ عدد الوحدات السكنية 5,539 وحدة بمتوسط كثافة قدره 274.1 لكل كيلومتر مربع (709.9/ميل2).
وتوزع التركيب العرقي للمنطقة السكنية بنسبة 85.09% من البيض و0.88% من الأمريكيين الأفارقة و1.32% من الأمريكيين الأصليين و2.29% من الأمريكيين ذوي الأصول الآسيوية و0.10% من سكان جزر المحيط الهادئ و6.86% من الأعراق الأخرى و3.46% من عرقين مختلطين أو أكثر و16.19% من الهسبانيون أو اللاتينيون من أي عرق.
بلغ عدد الأسر 5,080 أسرة كانت نسبة 28.3% منها لديها أطفال تحت سن الثامنة عشر تعيش معهم، وبلغت نسبة الأزواج القاطنين مع بعضهم البعض 44.4% من أصل المجموع الكلي للأسر، ونسبة 11.8% من الأسر كان لديها معيلات من الإناث دون وجود شريك، بينما كانت نسبة 4.7% من الأسر لديها معيلون من الذكور دون وجود شريكة وكانت نسبة 39.2% من غير العائلات. تألفت نسبة 32.6% من أصل جميع الأسر من عدة أفراد يعيشون في نفس المنزل ونسبة 19.3% كانت تتألف من شخص يعيش بمفرده يبلغ من العمر 65 عاماً أو أكثر. وبلغ متوسط حجم الأسرة المعيشية 2.36، أما متوسط حجم العائلات فبلغ 2.97.
بلغ العمر الوسطي للسكان 42.5 عاماً. وكانت نسبة 21% من القاطنين تحت سن الثامنة عشر، وكانت نسبة 8.6% بين الثامنة عشر والرابعة والعشرين عاماً، ونسبة 22.9% كانت واقعةً في الفئة العمرية ما بين الخامسة والعشرين والرابعة والأربعين عاماً، ونسبة 27.1% كانت ما بين الخامسة والأربعين والرابعة والستين، ونسبة 20.3% كانت ضمن فئة الخامسة والستين عاماً فما فوق. وتوزع التركيب الجنسي للسكان بنسبة 48.2% ذكور و51.8% إناث.